# سلفاتوري باسيلي
سلفاتوري باسيلي (و. 1940  م) هو ممثل، وكاتب سيناريو، ومنتج أفلام من إيطاليا، وكولومبيا، ولد في فودجا.

## وصلات خارجية
- سلفاتوري باسيلي على موقع IMDb (الإنجليزية)
- سلفاتوري باسيلي على موقع قاعدة بيانات الأفلام العربية
- سلفاتوري باسيلي على موقع ألو سيني (الفرنسية)
- سلفاتوري باسيلي على موقع أول موفي (الإنجليزية)
- سلفاتوري باسيلي على موقع قاعدة بيانات الأفلام السويدية (السويدية)
- سلفاتوري باسيلي على موقع قاعدة بيانات الفيلم (الإنجليزية)
- سلفاتوري باسيلي على موقع كينوبويسك (الروسية)